# Dobromino
Dobromino (ros. Добромино) – wieś (ros. деревня, trb. dieriewnia) w zachodniej Rosji, centrum administracyjne osiedla wiejskiego Dobrominskoje rejonu glinkowskiego w obwodzie smoleńskim.

## Geografia
Miejscowość położona jest nad rzeką Borowka, 32 km od drogi federalnej R120 (Orzeł – Briańsk – Smoleńsk – Witebsk), 14,5 km od centrum administracyjnego rejonu (Glinka), 42 km od stolicy obwodu (Smoleńsk).
Znajduje się tu stacja kolejowa linii Smoleńsk – Suchiniczi.
W granicach miejscowości znajdują się ulice: Centralnaja, Dacznaja, Lesnaja, Ługowaja, Milejewskaja, Mołodiożnaja, Zariecznaja, Żeleznodorożnaja.

## Demografia
W 2010 r. miejscowość zamieszkiwały 442 osoby.